# Vratislav Effenberger
Pour les articles homonymes, voir Effenberger.
Vratislav Effenberger, né le 22 avril 1923 à Nymburk (Tchécoslovaquie) et mort le 10 août 1986 à Prague, est un poète, théoricien tchécoslovaque de la littérature tchèque, fondateur du second mouvement surréaliste tchèque et de la revue surréaliste Analogon.

## Biographie
En 1945, Vratislav Effenger rencontre Karel Teige et en dépit du coup d’état de 1948, il poursuit une activité surréaliste en publiant un recueil de poème Signe du zodiaque (1951). Après la mort de Teige cette même année, il devient le principal animateur du groupe surréaliste, rôle qu’il tient jusqu’à sa mort. « Malgré son importance, selon Petr Kral, son œuvre reste inédite » hors de son pays. 

## Film
- 2018 : Vratislav Effenberger aneb Lov na černého žraloka (Vratislav Effenberger ou Chasse sur un requin noir), document, 85 min. Direction David Jařab.